# آفتابگردان (ترانه پست مالون و سوئه لی)
«آفتابگردان» (انگلیسی: Sunflower) (ازسوی دیگر «آفتابگردان (مرد عنکبوتی: به درون دنیای عنکبوتی)») ترانه‌ای است که توسط رپرهای آمریکایی پست مالون و سوئه لی اجرا شده‌است. این ترانه به عنوان یک تک‌آهنگ از آلبوم موسیقی متن فیلم مرد عنکبوتی: به درون دنیای عنکبوتی پخش شد، و در سومین آلبوم استودیویی پست مالون با عنوان خون‌ریزی هالیوود (۲۰۱۹) گنجانده شده‌است. این ترانه در ۱۸ اکتبر ۲۰۱۸ توسط ریپابلیک رکوردز منتشر شد. این ترانه به سومین تک‌آهنگ رتبه یک مالون و نخستین تک‌آهنگ رتبه یک لی به عنوان یک هنرمند تک‌خوان در ۱۰۰ آهنگ داغ بیلبورد تبدیل شد و برای ۳۳ هفته در میان ده‌تای برتر جدول قرار گرفت و از آن زمان رکورد طولانی‌ترین مدت در جدول را با سایر ترانه‌ها از جمله «دخترایی مثل تو» مارون ۵ به همراه کاردی بی و «شکل تو» اد شیرن را برخوردار شد.
«آفتابگردان» نامزد دریافت جایزه ضبط سال و بهترین اجرای پاپ دونفره/گروهی از شصت و دومین مراسم جایزه گرمی شد.

19 اكتبر 2018

## جایزه‌ها و نامزدی‌ها
| سال  | مراسم                           | رده‌بندی                          | نتیجه    | منا.   |
| ---- | ------------------------------- | -------------------------------- | -------- | ------ |
| ۲۰۱۹ | جوایز موسیقی آمریکا ۲۰۱۹        | همکاری سال                       | نامزدشده | [ ۱۰ ] |
| ۲۰۱۹ | جوایز موسیقی آمریکا ۲۰۱۹        | ترانه برگزیده — پاپ/راک          | نامزدشده | [ ۱۰ ] |
| ۲۰۱۹ | جوایز کلیو                      | انیمیشن                          | برنز     | [ ۱۱ ] |
| ۲۰۱۹ | جوایز انجمن ناظران موسیقی       | بهترین ترانه/ضبط‌شده برای یک فیلم | نامزدشده | [ ۱۲ ] |
| ۲۰۱۹ | جوایزه موسیقی ملون ۲۰۱۹         | بهترین OST                       | نامزدشده | [ ۱۳ ] |
| ۲۰۱۹ | جوایزه موسیقی ام‌تی‌وی اروپا ۲۰۱۹ | بهترین ترانه                     | نامزدشده | [ ۱۴ ] |
| ۲۰۱۹ | جوایزه برگزیده نوجوان           | ترانه برگزیده: آراندبی/هیپ-هاپ   | نامزدشده | [ ۱۵ ] |
| ۲۰۱۹ | جوایزه برگزیده نوجوان           | ترانه انتخابی از فیلم            | نامزدشده | [ ۱۵ ] |
| ۲۰۲۰ | شصت و دومین مراسم جایزه گرمی    | ضبط سال                          | نامزدشده | [ ۱۶ ] |
| ۲۰۲۰ | شصت و دومین مراسم جایزه گرمی    | بهترین اجرای پاپ دونفره/گروهی    | نامزدشده | [ ۱۶ ] |
| ۲۰۲۰ | جوایز موسیقی بیلبورد            | بهترین ترانه استریم‌شده           | نامزدشده | [ ۱۷ ] |
| ۲۰۲۰ | جوایز موسیقی بیلبورد            | برترین همکاری                    | نامزدشده | [ ۱۷ ] |
| ۲۰۲۰ | جوایز موسیقی بیلبورد            | برترین ترانه رپ                  | نامزدشده | [ ۱۷ ] |